# Каражал (аэропорт)
Каража́л — бывший аэропорт местных воздушных линий в городе Каражал Улытауской области (до 1997 года — Жезказганской области, в 1997—2022 годах — Карагандинской области) Республики Казахстан. Расположен в 3 км юго-западнее одноимённого города, в 230 км восточнее города Жезказган, и в 270 км юго-западнее города Караганда.
В настоящее время заброшен, инфраструктура аэропорта утрачена. Однако при необходимости, в зависимости от времени года, его бывшие взлётно-посадочные полосы могут использоваться в качестве временной посадочной площадки.

## История
Аэропорт открыт в 1960-х годах, после присвоения Каражалу статуса города областного подчинения, в связи с развитием в последнем железнорудной горнодобывающей промышленности. Имелось небольшое одноэтажное здание аэровокзала с командно-диспетчерским пунктом, а также залом ожидания для пассажиров (после закрытия аэропорта снесено). В начале 1990-х годов аэропорт прекратил своё существование.
Аэродром был способен принимать самолёты местных авиалиний Л-410, Ан-2, и им подобные, а также вертолёты всех типов. Осуществлялись регулярные авиарейсы в Караганду и Джезказган (после 1992 года — Жезказган), авиадиспетчерское и метеорологическое сопровождение воздушного движения. Аэропорт периодически использовался авиацией, подчинённой ЕГ АПСС СССР — во время поисково-спасательного обеспечения посадок пилотируемых космических аппаратов.
Кроме того, аэропорт использовался для доставки различных товаров, почты и продуктов питания в отдалённые животноводческие хозяйства региона.